# کشکش
کشکش، روستایی از توابع بخش خورگام شهرستان رودبار در استان گیلان ایران است.

## جمعیت
این روستا در دهستان خورگام قرار دارد و براساس سرشماری مرکز آمار ایران در سال۱۳۹۵، جمعیت آن ۷۵ نفر (۳۰خانوار) بوده است.

## زبان
مردم کش کش به زبان کرمانجی تکلم می‌کنند.